# Dexippus
Ne doit pas être confondu avec Publius Herennius Dexippus, un historien grec.
Genre
Dexippus est un genre d'araignées aranéomorphes de la famille des Salticidae.

## Distribution
Les espèces de ce genre se rencontrent en Inde, en Chine, à Taïwan et en Indonésie à Sumatra.

## Liste des espèces
Selon World Spider Catalog (version 21.5, 04/10/2020) :
- Dexippus kleini Thorell, 1891
- Dexippus pengi Wang & Li, 2020
- Dexippus taiwanensis Peng & Li, 2002
- Dexippus topali Prószyński, 1992

## Publication originale
- Thorell, 1891 : Spindlar från Nikobarerna och andra delar af södra Asien. Kongliga Svenska Vetenskaps-Akademeins Handlingar, vol. 24, no 2, p. 1-149 (texte intégral).